# Protohermes arunachalensis
Protohermes arunachalensis är en insektsart som beskrevs av Soumyendra Nath Ghosh 1991. Protohermes arunachalensis ingår i släktet Protohermes och familjen Corydalidae. Inga underarter finns listade i Catalogue of Life.